# Muslići (Czarnogóra)
Muslići (cyr. Муслићи) – wieś w Czarnogórze, w gminie Bijelo Polje. W 2011 roku liczyła 285 mieszkańców.